# Fageia clara
Fageia clara är en spindelart som beskrevs av Cândido Firmino de Mello-Leitão 1937. 
Fageia clara ingår i släktet Fageia och familjen snabblöparspindlar. Inga underarter finns listade i Catalogue of Life.